# Henning Harnisch
Henning Harnisch, né le 15 avril 1968 à Marbourg, en Allemagne de l'Ouest, est un ancien joueur allemand de basket-ball. Il évoluait au poste d'ailier fort. 

## Carrière

### Palmarès
- Champion d'Europe championnat d'Europe 1993